# John Petre (1er baron Petre)
John Petre, 1er baron Petre (20 décembre 1549 - 11 octobre 1613) est un pair anglais qui vit pendant la période Tudor et au début de la période Stuart. Lui et sa famille sont des réfractaires - des gens qui restent catholique après la Réforme anglaise. Néanmoins, Lord Petre est nommé à un certain nombre de postes officiels dans le comté d'Essex.

## Biographie

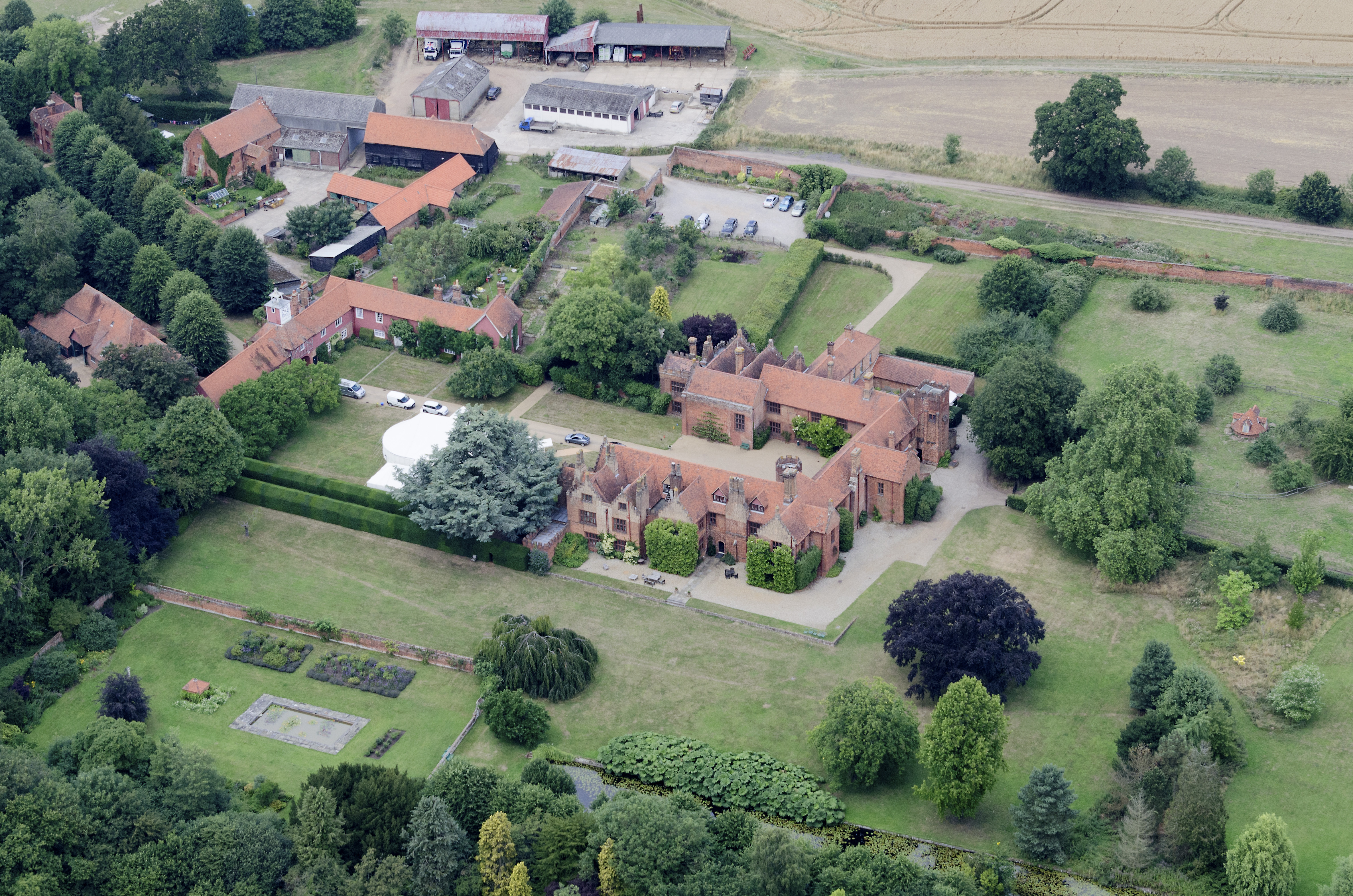
Le siège de la famille Petre à Ingatestone Hall, Essex

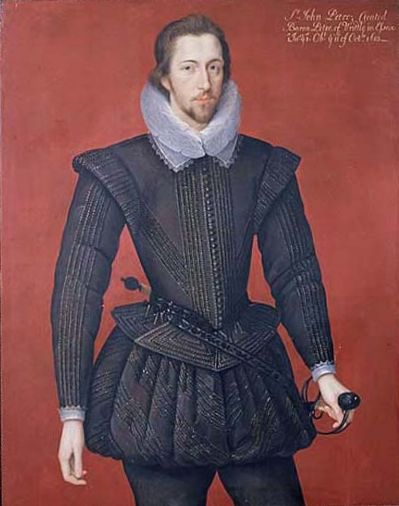
Le portrait de Gheeraerts du fils de John, William Petre, que l'on pense maintenant être mal étiqueté comme John Petre

John est le seul fils survivant de l'homme d'État William Petre (en) et de sa seconde épouse Anne Browne (en), fille de William Browne, Lord Maire de Londres. Il vit à Ingatestone Hall dans l'Essex.
Musicien amateur talentueux, il conserve un ensemble complet d'instruments de musique (luth, cinq violes, virginaux et orgue) et est le mécène du compositeur William Byrd, un autre catholique romain qui vit à Stondon Massey, à proximité. À plusieurs reprises, Byrd amène un groupe de musiciens à Ingatestone pour Noël et dédie une collection de ses arrangements de Graduale à Lord Petre. John Petre n'est pas doté des capacités de son père et d'un caractère beaucoup moins énergique, mais étant un propriétaire terrien diligent, une personnalité publique et un musicien compétent, ses grandes possessions et la renommée de son père l'ont bien servi. Comme ses descendants, il est catholique romain, mais il doit garder ses opinions religieuses à l'arrière-plan, sinon James n'aurait guère fait de lui un pair.
En 1570, il épouse Mary (morte le 2 août 1604), fille aînée de Edward Walgrave (ou Waldegrave) de Borley. Au moment de son mariage, Mary est orpheline de père et pauvre mais a donné à ses beaux-parents « beaucoup de joie dans son choix ». Elle laisse quatre fils, dont l'aîné, William (1573-1637), 2e Lord Petre, est le père de William Petre (1602-1677). Il a probablement érigé le beau gisant de William, et est lui-même commémoré par le magnifique de la chapelle nord, aujourd'hui sacristie.
Lorsque William meurt en 1572, sa veuve continue de résider à Ingatestone Hall. John et son épouse Mary Waldegrave, alors résidant à Writtle Park, cherchent une autre propriété correspondant à leur statut. En 1574, John ajoute West Thorndon Hall et 12 000 acres (48,56227704 km2) au domaine familial, qui devient le siège principal de la famille.
Il est fait chevalier, en 1576, par la reine Élisabeth Ire après la mort de son père. Les journaux domestiques de l'époque de la reine Elizabeth remarquent assez souvent John. Malgré ses attitudes catholiques, il occupe un certain nombre de postes locaux dans l'Essex, en tant que juge de paix, shérif (1575-65) et sous-lieutenant (1590-1598). Il est également député d'Essex dans les parlements de 1584-5 et 1586-7. En 1603, il est élevé à la pairie en tant que baron Petre, de Writtle dans le comté d'Essex. Il reconnait publiquement qu'il est catholique romain et ses descendants sont restés fidèles au catholicisme depuis lors.
En 1600, John installe son fils nouvellement marié à Ingatestone Hall, pour acquérir de l'expérience dans le « gouvernement » d'une maison, et l'inventaire en cours en donne une image vivante dans la génération suivant la mort du constructeur.
Lors de son accession au trône d'Angleterre, le roi Jacques Ier se trouve à court d'argent et, ses prédécesseurs ayant disposé de toutes les terres de l'abbaye et de l'église, il se met à vendre des pairies. Huit ans plus tard, James crée des baronnets et les vend à la place des pairies. En 1615, James vend des pairies à 100 000 £ chacune, un peu plus de 11 millions de livres sterling aujourd'hui).
Les vastes propriétés de John Petre et sa position dans le comté auraient justifié que Jacques Ier l'élève à la pairie qu'il est dans les honneurs de l'accession le 21 juillet 1603 et crée ainsi baron Petre de Writtle.
Il meurt à West Horndon, Essex, le 11 octobre 1613, et est enterré à l'église St Edmund et St Mary, Ingatestone, laissant trois fils et une fille. Il augmente les bienfaits de son père à l'Exeter College, verse 951 £ à la Virginia Company et devient catholique. L'Exeter College publie en son honneur un in-quarto fin intitulé 'Threni Exoniensium in obitum … D. Johannis Petrei, Baronis de Writtle', Oxford, 1613. Son fils William lui succède dans la baronnie.

## Sources
- Edwards, AC, John Petre : Essais sur la vie et les antécédents de John, 1er Lord Petre, 1549-1613 . Londres et New York : Regency Press, 1975.
- PW Hasler, PW (éd. ), The History of Parliament: The House of Commons 1558-1603 (Londres, 1981), III, 209-10.
- Kidd, Charles et Williamson, David (éd. ) La pairie et le baronnet de Debrett (édition 1990). New York : St Martin's Press, 1990,